# 5739 Robertburns
Az 5739 Robertburns (ideiglenes jelölés 1989 WK2) a Naprendszer kisbolygóövében található aszteroida. Robert H. McNaught fedezte fel 1989. november 24-én.